# 1877 v športu
1877 v športu.

## Avstralski nogomet
- Ustanovljena Victorian Football Association, najvišja krovna organizacija
- Zvezi se prvi pridruži Carlton FC.

## Bejzbol
- Jim Devlin in še trije igralci kluba Louisville Grays so permanentno izključeni iz Narodne lige zaradi goljufije s stavami

## Golf
- Odprto prvenstvo Anglije - zmagovalec Jamie Anderson

## Konjske dirke
- 22. maj: Kentucky Derby, zmagovalec Baden-Baden

## Kriket
- Avstralija premaga Anglijo v testnem dvoboju

## Lacrosse
- Novembra je prva univerziteta lacrosse tekma med between Univerzo New York in Univerzo Manhattan

## Nogomet
- 24. marec: FA Cup - Wanderers F.C. premagajo Oxford University A.F.C. z 2-1 po podaljšku
- Ustanovljen St. Mirren F.C.

## Tenis
- Prvo Prvenstvo Anglije v Wimbledonu

## Veslanje
- Regata Oxford-Cambridge - neodločeno

## Rojstva
- 4. januar — Otto Herschmann, avstrijski plavalec
- 22. november — Joan Gamper, švicarsko-katalonski nogometaš